# Fozières
Fozières é uma comuna francesa na região administrativa de Occitânia, no departamento de Hérault. Estende-se por uma área de 5,43 km². Em 2010 a comuna tinha 182 habitantes (densidade: 33,5 hab./km²).